# Altai (tribu)
Els altais, també els altaians (altay: алтайлар, romanitzat: altaylar), són un grup ètnic turc de pobles indígenes de Sibèria que viuen principalment a la República d'Altai, Rússia. Diversos milers d'altaians també viuen a Mongòlia (muntanyes d'Altai) i a la Xina (prefectura d'Altay, Xinjiang), però no estan reconeguts oficialment com a grup diferent i apareixen sota el nom "Oirats" com a part dels mongols, així com a Kazakhstan, on són al voltant de 200. Per a etnònims alternatius, vegeu també Tele, Black Tatar i Oirats. Durant la dinastia Yuan del Nord, van ser governats a l'àrea administrativa coneguda com a província de Telengid.

## Història
L'evidència lingüística, genètica i arqueològica recent suggereix que els primers pobles turquesos descendien de comunitats agrícoles del nord-est de la Xina que es van traslladar cap a l'oest a Mongòlia a finals del III mil·lenni aC, on van adoptar un estil de vida pastoral. A principis del I mil·lenni aC, aquests pobles s'havien convertit en nòmades eqüestres. En els segles posteriors, les poblacions de l'estepa de l'Àsia central sembla que van ser progressivament substituïdes i turcificades pels turcs nòmades d'Àsia oriental, que van marxar de Mongòlia.
Hi va haver assentaments ètnics heterogenis durant l'edat del bronze i del ferro a la regió on viuen avui els Altai. A partir del segle V aC els pobles turcs es van establir a la zona i aviat van començar a barrejar-se amb les poblacions anteriors. Aleshores, la regió va ser conquerida o es va convertir en l'esfera d'influència dels xiongnu, el kaganat de Rouran, el kaganat turc, l'imperi uigur i el kirguiz de Yenisei. Durant aquests períodes, la població local de la zona es va turcitzar culturalment i lingüísticament.
Segons un estudi del 2016, els altaians, precisament alguns altaians del sud, van assimilar els yeniseians locals que estaven estretament relacionats amb els grups paleoesquimals.
Del segle XIII al XVIII el poble d'Altai va ser dominat políticament i culturalment pels mongols. L'origen dels altaians del sud es pot rastrejar durant aquest període a partir del resultat de la barreja de tribus kipchak i mongoles. Mentrestant, els altaians del nord van ser el resultat de la fusió de tribus turques amb samoiedes, kets i altres grups siberians.
Després del 1874, però sobretot al segle xx, es va començar a fer servir el nom altaic per designar al grup humà dels turcomongols. La proposta fou de M. A. Castrén. El seu nom antic era turanis o turanians que havia inventat F. Max Müller. Un nou concepte més ampli fou el d'uraloaltaics, que comprenia als pobles turcomongols i altres com els nenets, els finougrians i els tungusos.
Avui, els interessos especials dels altaians estan articulats i defensats per l'Associació d'Ètnosis del Nord d'Altai.